# Stylaster lonchitis
Stylaster lonchitis is een hydroïdpoliep uit de familie Stylasteridae. De poliep komt uit het geslacht Stylaster. Stylaster lonchitis werd in 1947 voor het eerst wetenschappelijk beschreven door Broch. 